# Argalista imperforata
Argalista imperforata är en snäckart som först beskrevs av Suter 1908.  Argalista imperforata ingår i släktet Argalista och familjen turbinsnäckor. Inga underarter finns listade i Catalogue of Life.